# Landtags- und Gemeinderatswahlkreis Simmering
Der Wahlkreis Simmering ist ein Wahlkreis in Wien, der den Wiener Gemeindebezirk Simmering umfasst. Bei der Landtags- und Gemeinderatswahl 2020 waren im Wahlkreis Simmering 59.872 Personen wahlberechtigt, wobei bei der Wahl die Sozialdemokratische Partei Österreichs (SPÖ) mit 46,63 % als stärkste Partei hervorging. Die SPÖ erzielte bei der Wahl drei der sechs möglichen Grundmandate, zudem erreichte die Österreichische Volkspartei (ÖVP) ein Grundmandat.

## Wahlergebnisse
| Landtags- und Gemeinderatswahlen im Wahlkreis Simmering | Landtags- und Gemeinderatswahlen im Wahlkreis Simmering | Landtags- und Gemeinderatswahlen im Wahlkreis Simmering | Landtags- und Gemeinderatswahlen im Wahlkreis Simmering | Landtags- und Gemeinderatswahlen im Wahlkreis Simmering | Landtags- und Gemeinderatswahlen im Wahlkreis Simmering | Landtags- und Gemeinderatswahlen im Wahlkreis Simmering | Landtags- und Gemeinderatswahlen im Wahlkreis Simmering | Landtags- und Gemeinderatswahlen im Wahlkreis Simmering |
| Wahltermin                                              | GM                                                      |                                                         | SPÖ                                                     | ÖVP                                                     | FPÖ                                                     | GRÜNE                                                   | LIF/NEOS                                                | Sonstige                                                |
| ------------------------------------------------------- | ------------------------------------------------------- | ------------------------------------------------------- | ------------------------------------------------------- | ------------------------------------------------------- | ------------------------------------------------------- | ------------------------------------------------------- | ------------------------------------------------------- | ------------------------------------------------------- |
| 17. Oktober 1954                                        |                                                         | Stimmenanteile (%)                                      | 62,77                                                   | 25,11                                                   | 2,43                                                    | –                                                       | –                                                       | 9,69                                                    |
| 17. Oktober 1954                                        | 2                                                       | Grundmandate                                            | 1                                                       | 0                                                       | 0                                                       | –                                                       | –                                                       | 0                                                       |
| 25. Oktober 1959                                        |                                                         | Stimmenanteile (%)                                      | 65,76                                                   | 24,32                                                   | 4,16                                                    | –                                                       | –                                                       | 5,75                                                    |
| 25. Oktober 1959                                        | 2                                                       | Grundmandate                                            | 1                                                       | 0                                                       | 0                                                       | –                                                       | –                                                       | 0                                                       |
| 25. Oktober 1964                                        |                                                         | Stimmenanteile (%)                                      | 65,94                                                   | 24,43                                                   | 3,82                                                    | –                                                       | –                                                       | 5,81                                                    |
| 25. Oktober 1964                                        | 3                                                       | Grundmandate                                            | 2                                                       | 0                                                       | 0                                                       | –                                                       | –                                                       | 0                                                       |
| 27. April 1969                                          |                                                         | Stimmenanteile (%)                                      | 68,38                                                   | 20,58                                                   | 3,93                                                    | –                                                       | –                                                       | 7,11                                                    |
| 27. April 1969                                          | 3                                                       | Grundmandate                                            | 2                                                       | 0                                                       | 0                                                       | –                                                       | –                                                       | 0                                                       |
| 21. Oktober 1973                                        |                                                         | Stimmenanteile (%)                                      | 71,87                                                   | 20,74                                                   | 4,51                                                    | –                                                       | –                                                       | 2,88                                                    |
| 21. Oktober 1973                                        | 4                                                       | Grundmandate                                            | 3                                                       | 1                                                       | 0                                                       | –                                                       | –                                                       | 0                                                       |
| 8. Oktober 1978                                         |                                                         | Stimmenanteile (%)                                      | 70,62                                                   | 22,54                                                   | 4,83                                                    | –                                                       | –                                                       | 2,01                                                    |
| 8. Oktober 1978                                         | 4                                                       | Grundmandate                                            | 3                                                       | 1                                                       | 0                                                       | –                                                       | –                                                       | 0                                                       |
| 24. April 1983                                          |                                                         | Stimmenanteile (%)                                      | 68,25                                                   | 23,29                                                   | 4,55                                                    | 1,59                                                    | –                                                       | 1,33                                                    |
| 24. April 1983                                          | 4                                                       | Grundmandate                                            | 3                                                       | 1                                                       | 0                                                       | 0                                                       | –                                                       | 0                                                       |
| 18. November 1987                                       |                                                         | Stimmenanteile (%)                                      | 68,31                                                   | 17,37                                                   | 8,51                                                    | 3,47                                                    | –                                                       | 2,34                                                    |
| 18. November 1987                                       | 4                                                       | Grundmandate                                            | 3                                                       | 0                                                       | 0                                                       | 0                                                       | –                                                       | 0                                                       |
| 10. November 1991                                       |                                                         | Stimmenanteile (%)                                      | 58,75                                                   | 11,14                                                   | 23,00                                                   | 5,24                                                    | –                                                       | 1,87                                                    |
| 10. November 1991                                       | 4                                                       | Grundmandate                                            | 2                                                       | 0                                                       | 1                                                       | 0                                                       | –                                                       | 0                                                       |
| 13. Oktober 1996                                        |                                                         | Stimmenanteile (%)                                      | 48,27                                                   | 9,28                                                    | 31,55                                                   | 4,28                                                    | 5,14                                                    | 1,48                                                    |
| 13. Oktober 1996                                        | 4                                                       | Grundmandate                                            | 2                                                       | 0                                                       | 1                                                       | 0                                                       | 0                                                       | 0                                                       |
| 25. März 2001                                           |                                                         | Stimmenanteile (%)                                      | 59,15                                                   | 9,85                                                    | 21,68                                                   | 6,33                                                    | 2,36                                                    | 0,63                                                    |
| 25. März 2001                                           | 5                                                       | Grundmandate                                            | 2                                                       | 0                                                       | 1                                                       | 0                                                       | 0                                                       | 0                                                       |
| 23. Oktober 2005                                        |                                                         | Stimmenanteile (%)                                      | 60,80                                                   | 10,64                                                   | 18,82                                                   | 7,36                                                    | –                                                       | 2,38                                                    |
| 23. Oktober 2005                                        | 5                                                       | Grundmandate                                            | 3                                                       | 0                                                       | 1                                                       | 0                                                       | –                                                       | 0                                                       |
| 10. Oktober 2010                                        |                                                         | Stimmenanteile (%)                                      | 48,98                                                   | 7,52                                                    | 35,50                                                   | 5,71                                                    | 0,53                                                    | 1,75                                                    |
| 10. Oktober 2010                                        | 5                                                       | Grundmandate                                            | 2                                                       | 0                                                       | 2                                                       | 0                                                       | 0                                                       | 0                                                       |
| 11. Oktober 2015                                        |                                                         | Stimmenanteile (%)                                      | 40,26                                                   | 5,06                                                    | 42,90                                                   | 5,22                                                    | 3,71                                                    | 2,85                                                    |
| 11. Oktober 2015                                        | 6                                                       | Grundmandate                                            | 2                                                       | 0                                                       | 3                                                       | 0                                                       | 0                                                       | 0                                                       |
| 11. Oktober 2020                                        |                                                         | Stimmenanteile (%)                                      | 46,63                                                   | 17,16                                                   | 14,89                                                   | 6,69                                                    | 4,26                                                    | 10,36                                                   |
| 11. Oktober 2020                                        | 6                                                       | Grundmandate                                            | 3                                                       | 1                                                       | 0                                                       | 0                                                       | 0                                                       | 0                                                       |